# Wiwŏn-gun
Wiwŏn-gun (koreanska: 위원군) är en kommun i Nordkorea.   Den ligger i provinsen Chagang, i den centrala delen av landet, 200 km norr om huvudstaden Pyongyang.